# The Middle East Journal
The Middle East Journal est une revue académique évaluée par les pairs américaine consacrée à l'étude du Moyen-Orient, publiée depuis 1947 par le Middle East Institute (en).

## Présentation
The Middle East Journal est publié pour la première fois en janvier 1947 par le Middle East Institute (en), créé l'année précédente. Il est consacré aux Middle East studies (en), c'est-à-dire à l'étude du Moyen-Orient au travers de diverses disciplines (histoire, géographie, géopolitique, etc.).